# Dasypogon rubinipes
Dasypogon rubinipes är en tvåvingeart som först beskrevs av Becker och Stein 1913.  Dasypogon rubinipes ingår i släktet Dasypogon och familjen rovflugor. Inga underarter finns listade i Catalogue of Life.